# Mertvyj piven
Mertvyj piven (ukr. Мертвий півень, hrv. Mrtav pjevac) kultna je ukrajinska grupa koju je okupio Ljubomir Futorski 1989. godine, tada još student na lavovskom sveučilištu. Prvi koncert su održali 1990. na festivalu „Vivih“. Sastav se u početku bazirao na akustičnom zvuku, no dolaskom novih izvođača u sastav, njihov stil je postupno postajao sve „žešći" poprimajući odlike grungea. 
Debitantski album „Eto“ izdan je sljedeće godine po završetku festivala „Červona ruta-91“ na kojem je sastav osvojio prvu nagradu u konkurenciji za najbolju autorsku pjesmu. 

### Početni sastav
- Ljubomir "Ljubko", "Futja" Futorski – osnivač grupe
- Roman "Romko" Čajka - gitara
- Mihajlo "Misko" Barbara - vokal
- Jarina Jakubjak - vokal
- Jurij Čopik - gitara
- Roman “Romko” Ros - violina

### Priključili su se kasnije
- Andrij Pidkivka - flauta
- Oleg «John» Suk - basist (1992.)
- Andrij Pjatakov – bubnjevi (1992.)
- Serafim Pozdnjakov - bubnjevi (naslijedio Andrija Pjatakova)
- Vadim Balajan – bubnjevi (naslijedio Serafima Pozdnjakova)
- Ljubko Futorski – vratio se u grupu
- Andrij Nadoljski - bubnjevi (2002.)
- Ivan Nebesni - klavijature (2002.)

### Napustili sastav
- Ljubko Futorski – ubrzo počeo svirati u grupi „Misto Memphis“
- Andrij Pjatakov
- Serafim Pozdnjakov

### Popis albuma
- 1991. - Ето
- 1993. - Dead Rooster (ukr. Мертвий півень)
- 1993. – Podzemni zoo (ukr. Підземне зоо)
- 1995. – Live u Lavovu (ukr. Lіve у Львові)
- 1996. – Oporuka - Il testamento (Заповіт)
- 1997. – Odabrano Вибране 1989-1997
- 1998. – Gradski Bog Eros (ukr. Міський Бог Ерос)
- 1998. – Šabadabada (ukr. Шабадабада)
- 2003. – Afrodizijaci (ukr. Афродизіяки)
- 2006. – Pisni Mertvogo Pivnja (ukr. Пісні Мертвого Півня)

## Vanjske poveznice
- Službene stranice grupe (na ukrajinskom)
- Tekstovi pjesama  Arhivirana inačica izvorne stranice od 21. travnja 2008. (Wayback Machine)
- Još jedna stranica posvećena grupi  Arhivirana inačica izvorne stranice od 23. svibnja 2003. (Wayback Machine)